# Guangning
Guangning léase Kuáng-Ning (en chino simplificado, 广宁县; pinyin, Guǎngníng xiàn)  es un condado bajo la administración directa de la ciudad-prefectura de Zhaoqing. Se ubica al este de la provincia de Cantón, en el sur de la República Popular China. Su área es de 2455 km² y su población total para 2018 fue más de 400 mil habitantes.

## Administración
El condado urbano de Guangning se divide en 15 pueblos que se administran en 1 subdistrito y 14 poblados.